# 琴格阿尔帕图
琴格阿尔帕图（Chengalpattu），是印度泰米尔纳德邦Kancheepuram县的一个城镇。总人口62631（2001年）。

## 人口
该地2001年总人口62631人，其中男性31479人，女性31152人；0—6岁人口5946人，其中男3035人，女2911人；识字率80.51%，其中男性为84.43%，女性为76.55%。